# Mrkaić
Mrkaić je redkejši priimek v Sloveniji.

## Znani nosilci priimka
- Mićo Mrkaić (*1968), ekonomist in kolumnist